# Fritz Wedel Jarlsberg
Pour les articles homonymes, voir Wedel (homonymie) et Jarlsberg (homonymie).
Le baron Fredrik «Fritz» Hartvig Herman Wedel Jarlsberg, né le 7 juillet 1855 à Kristiania et mort le 27 juillet 1942 à Lisbonne, est un juriste et diplomate norvégien.

## Biographie
Le baron Wedel Jarlsberg fait carrière dans la diplomatie suédo-norvégienne et joue un rôle central dans la dissolution de l'Union suédo-norvégienne en 1905.
Considéré comme le diplomate le plus important de Norvège dans la première partie du XXe siècle, il est le premier ambassadeur de son pays en France de 1906 à 1930.
Il est, à ce titre, le chef de file de la délégation norvégienne dans la préparation du traité de Paris en 1920.

## Distinctions
- Grand-croix de l'ordre de Saint-Olaf (1925)[1]